# Cal Vila (Guixers)
Cal Vila és una masia situada al municipi de Guixers, a la comarca catalana del Solsonès.